# Gangster per gioco
Gangster per gioco (The Jerky Boys: The Movie) è un film commedia del 1995 del regista James Melkonian, prodotto dalla Touchstone Pictures e dalla Caravan Pictures.